# جمعية الرحالة
جمعية الرحالة جمعية أهلية سعودية تتبع وزارة الموارد البشرية والتنمية الاجتماعية، وتشرف عليها الهيئة العام للرياضة. يقع مقرها لرئيسي في العاصمة السعودية الرياض، وهي أول جمعية أهلية متخصصة للرحالة في الشرق الأوسط. تأسست في 14 ديسمبر 2019. صدرت الموافقة على الجمعية لتكون مرجعًا للسفر والترحال وروادهما في السعودية، تماشيًا مع رؤية السعودية 2030. ورئيسها الفخري هو الأمير تركي بن طلال بن عبدالعزيز آل سعود.

## أعضاء مجلس الإدارة[5]
1. إبراهيم هليل المطيري ( رئيس مجلس الإدارة).
2. الشريف / عاتق بن حميد آل نامي (نائب رئيس مجلس الإدارة).
3. طلال بن صلاح الحربي ( المدير التنفيذي)
4. ذيب العتيبي (المتحدث الإعلامي) .
5. ربيع الشمراني (عضو مجلس إدارة).
6. عبد المحسن المطوع (عضو مجلس إدارة).
7. الوليد الدهيش (عضو مجلس إدارة).
8. محمد الطيار (عضو مجلس إدارة).

## أهداف
تعمل الجمعية على الترويج للسياحة والآثار في السعودية، وتهتم بتطوير الرحالة مهنيًا، والتوعية للهواة والرحالة بالآداب العامة، وتقدم الخدمات والتسهيلات للرحالة السعوديين. كما تقيم الجمعية وتغطي الأحداث والمعارض والندوات المتعلقة.

## مبادرات
للجمعية عدد من المبادرات مثل مبادرة (ترثنا فخرنا)، و(المؤثر المسؤول)، ومبادرة (النعمة). إضافة لورش وندوات ثقافية، ولقاءات تتناول مجالات الترحال والسياحة في السعودية.